# Просвет (Гомельский район)
Просвет (бел. Прасве́т) — посёлок в Тереничском сельсовете Гомельского района Гомельской области Республики Беларусь.

## География

### Расположение
В 26 км на северо-запад от Гомеля.

### Гидрография
На юге канава Красная, соединённая с рекой Уза (приток реки Сож).

## Транспортная сеть
Транспортные связи по просёлочной, затем автомобильной дороге Жлобин — Гомель. К южной части прямолинейной меридиональной улицы присоединяется с северо-запада вторая прямолинейная улица. Застройка двусторонняя, деревянная, усадебного типа.

## История
Основан в начале XX века переселенцами из соседних деревень. В 1926 году в Уваровичском районе Гомельского округа. В 1929 году организован колхоз «1 Мая», работали кузница и ветряная мельница. Во время Великой Отечественной войны 30 жителей погибли на фронте. В 1959 году в составе колхоза «1 Мая» (центр — деревня Тереничи).

## Население

### Численность
- 2004 год — 47 хозяйств, 82 жителя.

### Динамика
- 1926 год — 46 дворов, 269 жителей.
- 1959 год — 104 жителя (согласно переписи).
- 2004 год — 47 хозяйств, 82 жителя.